# Trypocopris inermis
Trypocopris inermis är en skalbaggsart som beskrevs av Ménétriès 1832. Trypocopris inermis ingår i släktet Trypocopris och familjen tordyvlar. Inga underarter finns listade i Catalogue of Life.